# Nikolaos Mōraïtīs
Nikolaos Mōraïtīs (in greco Νικόλαος Μωραΐτης?; Thyrio, 29 agosto 1957) è un politico greco, membro del Parlamento Ellenico e del Partito Comunista di Grecia.
Diviene deputato nel 2007, venendo confermato nelle successive elezioni.